# Flint (theater)
Flint, voorheen De Flint, is een theater en zalencomplex aan de Coninckstraat in het centrum van Amersfoort. Het werd in 1977 werd gebouwd naar een ontwerp van Onno Greiner. Op 25 november 1990 brandde het theater af. In 1993 werd het op dezelfde locatie herbouwd. In de zomer van 2014 vond een grote verbouwing plaats onder supervisie van architect Wim Woensdregt en interieurontwerper Suzanne Holtz. Er zijn jaarlijks zo'n 250 optredens.
Het programma omvat toneel, musicals, cabaret en jeugdvoorstellingen. De AFAS Theaterzaal heeft zitplaatsen tot 800 personen. Het evenementencentrum heeft een capaciteit van 1250 (staand) of 800 (zittend) personen. Er zijn verschillende subzalen. Ook de nabij gelegen Sint Aegtenkapel, een rijksmonument uit 1410, valt onder de organisatie, daar zijn kleinere bijeenkomsten en concerten mogelijk.

## Geschiedenis
Het oorspronkelijke gebouw uit 1977 werd ontworpen door de Amsterdamse architect Onno Greiner. Hij kreeg de opdracht een cultureel centrum 'zonder kapsones' te ontwerpen. Het moest een 1200 vierkante meter grote stadshal en een zaal voor 250 mensen met kleedkamers krijgen en daarnaast een creatief centrum. In 1974 besloot de Amersfoortse gemeenteraad aan het plan een toneelzaal van 500 personen toe te voegen. In 1975 begon aannemer Heilijgers met de bouw.
Architect Greiner gaf zijn ontwerp de naam 'Speelstadje'. Hij had zich laten inspireren door vanaf de Onze Lieve Vrouwetoren over de daken van de binnenstad te kijken. De gemeente Amersfoort besloot echter een naamwedstrijd uit te schrijven. De familie Kuipers stelde 'De Flint' voor en won de wedstrijd. Flint, een vuursteen, past bij Amersfoort als 'Keistad'.
De Flint werd op 30 september 1977 geopend door burgemeester Anne Vermeer. In 2014 vond er een grote verbouwing plaats en werd de naam De Flint veranderd in Flint. Tonnie Porringa was de eerste directeur, Pieter Erkelens volgde in 1998 en Harold Warmelink trad aan in 2011.

### Demonstraties
In 1982 vonden er twee grote demonstraties plaats in en rond De Flint die landelijk de aandacht trokken. Op 26 juni 1982 was Amersfoort aan de beurt voor Roze Zaterdag, een manifestatie met zowel een feestelijk als demonstratief karakter. Ruim vijfduizend mensen waren op de been. 's Avonds tijdens de slotmanifestatie in De Flint moest de Mobiele Eenheid van de politie optreden om 'potenrammers' in toom te houden.
Het was enkele maanden later weer raak toen leden van het Oude Strijders Legioen in De Flint vergaderden. Er kwamen verschillende bommeldingen en de Explosieve Opruimingsdienst moest een verdacht pakketje op het dak onschadelijk maken. Het bleek loos alarm, het was een nepbom.

### Brand
Het theater van De Flint werd op 25 november 1990 in de vroege ochtend getroffen door een brand. Brandstichting werd niet uitgesloten, een dader is nooit gevonden, de oorzaak van de brand bleef onbekend. Drie jaar later werd het theater herbouwd en kreeg Flint een grotere zaal en een podium met een nieuwe toneeltoren van dertig meter hoog.

### Omstreden optreden
Op initiatief van de toenmalige directeur Pieter Erkelens trad Johan Heesters in 2008 op. Het werd het meest omstreden optreden ooit in het Amersfoortse theater. Heesters, verdacht van optreden voor de Duitsers in de oorlog, wilde graag nog eens in zijn geboorteland optreden. Tijdens zijn optreden, dat was uitverkocht, vonden buiten demonstraties plaats. Bezoekers werden met eieren bekogeld.

### Kreatief Centrum de Hof
In het aangebouwde Kreatief Centrum de Hof (Coninckstraat 58) werden sinds de opening van De Flint creatieve cursussen gegeven. In 2000 fuseerde het centrum met de Regionale Muziekschool Amersfoort (RMA), dansschool De Danserije, theaterschool Mirakel en de amateurkunst en onderwijsactiviteiten van de Amersfoortse Culturele Raad (ACR). De nieuwe naam werd Scholen in de Kunst. Na 37 jaar kwam Coninckstraat 58 leeg te staan door verhuizing van Scholen in de Kunst naar het nieuwe Eemhuis aan het Eemplein. Nu spreekt men van Het Cultuurhuis, waarin verschillende activiteiten plaatsvinden.

### Programmeur Ank Marx
Jarenlang werd het programma van theater Flint en Sint Aegtenkapel samengesteld door Ank Marx (1963-2020). Zij startte in 1990 in de Flint en werkte als programmeur tot aan haar dood in 2020. Ze was dag en nacht in het theater aanwezig en zeer geliefd bij vele artiesten. Haar grote passie waren de klassieke concerten in de Sint Aegtenkapel.

## Sint Aegtenkapel
Flint programmeert ook de klassieke concerten in de Sint Aegtenkapel aan ‘t Zand in Amersfoort. De zaal van de kapel wordt geroemd om zijn akoestiek. Naast klassieke muziek zijn er verschillende andere muziekstijlen te beluisteren.

## Samenwerking
Samenwerking is er met verschillende andere culturele instellingen in Amersfoort, waaronder theater De Lieve vrouw aan het Lieve Vrouwekerkhof, ICOONtheater in Vathorst en popcentrum FLUOR in De Nieuwe Stad. Daarnaast werkt Flint mee aan theaterprogramma’s samen met makers uit Amersfoort. Een voorbeeld daarvan in De Passie waarin de musical Jezus Christ Superstar en de Matthäus Passion samensmelten.

## Dragers en Vrienden
De organisatie kent Dragers en Vrienden. Dragers zijn sponsors die bijdragen aan de programmering van het theater. Vrienden zijn bezoekers, die zich binden aan het theater en in ruil daarvoor verschillende privileges krijgen.

## Handtekeningen
Het restaurant van Flint heet TREK. Op de muren staan tientallen handtekeningen van bekende artiesten als André van Duin, Louis van Dijk, Seth Gaaikema, Sjef van Oekel en Gerard Cox. Maar ook voormalig koningin Beatrix en huidig koning Willem Alexander zetten ooit hun handtekening op de muur. Het was een initiatief van wijlen horecaman Gert van Reenen. Bij de verbouwing van 2014 kwamen de handtekeningen tevoorschijn onder het verlaagd plafond.

## Boek
In 2017 verscheen ter gelegenheid van het veertigjarig bestaan het boek 'Flint 40'. Het bevat onder meer interviews met Youp van ‘t Hek, Harold Warmelink, Tonnie Porringa, Job Heilijgers en verschillende artiesten die in Flint optraden. Op de website van het theater is het boek volledig in te zien.

## Nieuw theater
De Amersfoortse gemeenteraad heeft de wens uitgesproken een nieuw theater op een andere plek in Amersfoort te bouwen. Flint neemt deel aan besprekingen over de ontwikkeling van dit initiatief.